# جوجو روميرو
جوزيف أبيل "جوجو" روميرو ولد في 9 سبتمبر 1996 ، هو لاعب بيسبول أمريكي محترف يلعب لفريق سانت لويس كاردينالز في دور البيسبول الرئيسي م ل ب. لعب لفريق فيلادلفيا فيليز من عام 2020 إلى عام 2022. لقد لعب لصالح فريق البيسبول المكسيكي .